# Antena yagi

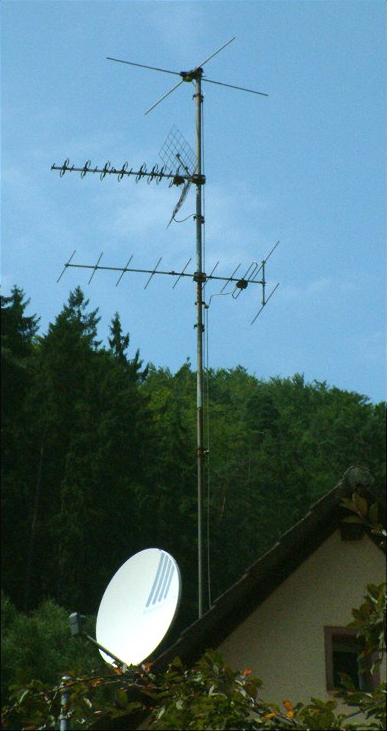
Antena yagi sobre d'una antena parabòlica

Una antena yagi és una antena que consta d'un dipol plegat al qual s'afegeixen elements passius, que poden ser directors o reflectors, paral·lels i, respectivament, al davant o al darrere del dipol. La missió dels elements passius és augmentar la directivitat de l'antena i acréixer el guany en la direcció de l'emissora i disminuir-lo en les altres direccions d'on podrien provenir pertorbacions o interferències. És l'antena més comunament utilitzada per a la recepció dels senyals de televisió hertziana analògica.